# Église Sainte-Madeleine de Bolzano
Pour les articles homonymes, voir Église Sainte-Madeleine.
L’église Sainte-Madeleine (en italien Chiesa di Santa Maddalena, en allemand St. Magdalena in Prazöll) est une église romane située dans le quartier de Rencio, à Bolzano, dans le Trentin-Haut-Adige, en Italie.
L’église date du XIIIe siècle.

## Galerie photographique

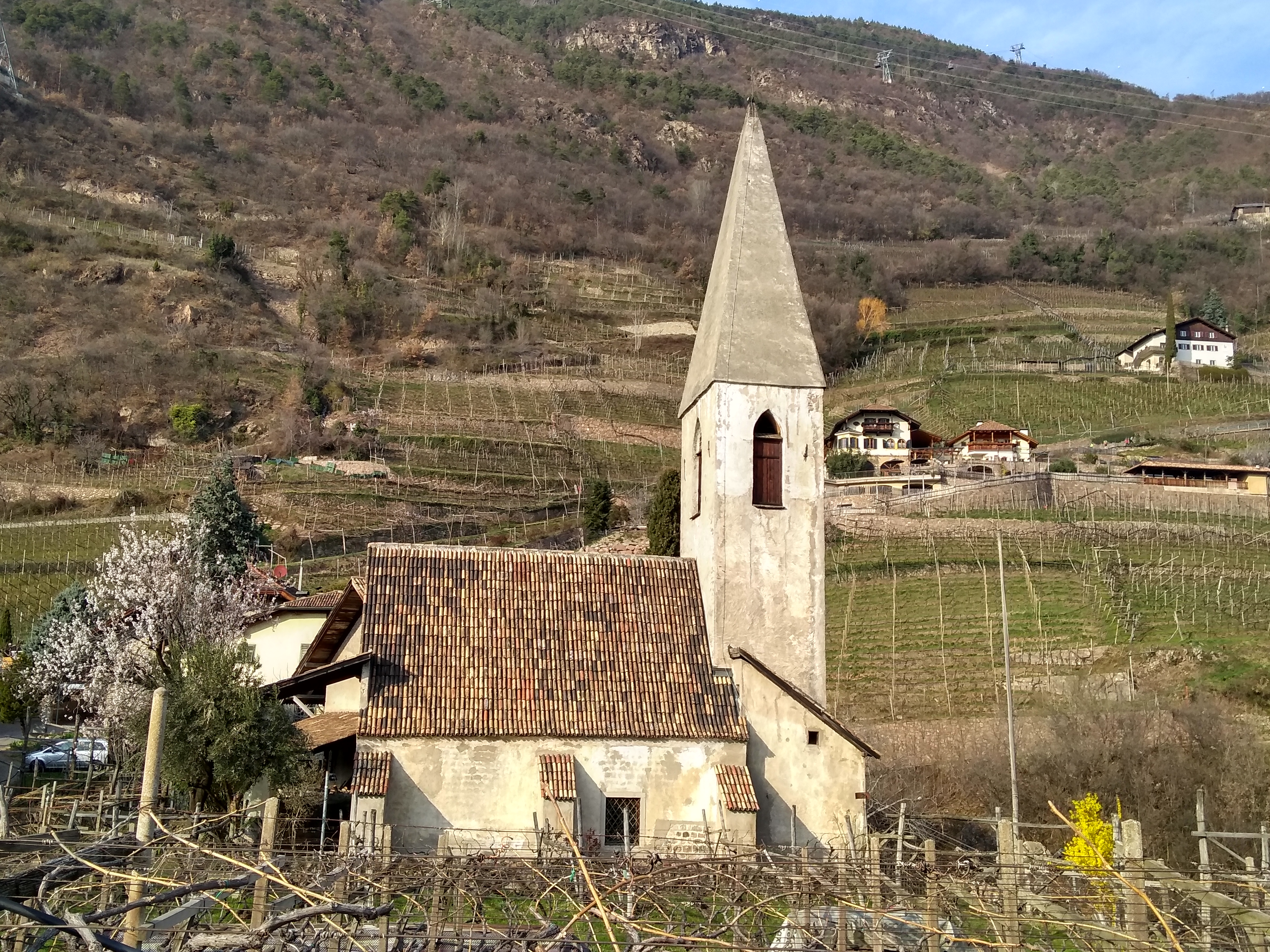
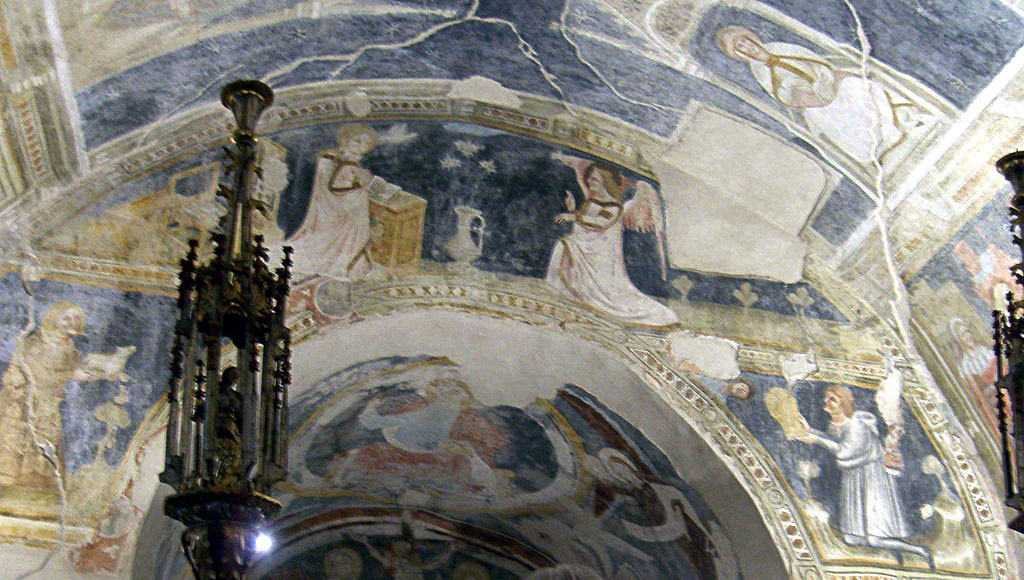

## Source
- (it) Cet article est partiellement ou en totalité issu de l’article de Wikipédia en italien intitulé « Chiesa di Santa Maddalena » (voir la liste des auteurs).